# إبراهيم المراشي

إبراهيم المراشي (بالإنجليزية: Ibrahim al-Marashi)‏ هو باحث مؤرخ، وهو أمريكي من أصل عراقي.
اشتهر في قضية عام 2003 م، حين سرقت الحكومة البريطانية بحث كان يقوم به واستخدمتها في ملف «إدانة» النظام العراقي السابق. وقال المراشي إنه إذا كانت الحكومة البريطانية قد استشارته قبل نشر تقريرها فقد كان مستعدا لتزويدها بمعلومات أحدث.